# Julio Chiarini
Julio César Chiarini (Oliva, Córdoba; 4 de marzo de 1982) es un exfutbolista argentino que jugaba como arquero y su último club fue Gimnasia y Esgrima de Jujuy de la Primera Nacional

## Estadísticas

### Clubes
- Actualizado hasta el 10 de noviembre de 2018.

| Club | Div.                | Temporada           | Liga | Liga | Copas Nacionales (1) | Copas Nacionales (1) | Copas Internacionales (2) | Copas Internacionales (2) | Total | Total |
| Club | Div.                | Temporada           | PJ   | GR   | PJ                   | GR                   | PJ                        | GR                        | PJ    | GR    |
| --- | ------------------- | ------------------- | ---- | ---- | -------------------- | -------------------- | ------------------------- | ------------------------- | ----- | ----- |
| Defensores de Cambaceres Argentina                                                                                |                     |                     |      |      |                      |                      |                           |                           |       |       |
| 3.ª | 2003-04             | 12                  | -18  | —    | —                    | —                    | —                         | 12                        | -18   |       |
| Total | Total               | 12                  | -18  | 0    | 0                    | 0                    | 0                         | 12                        | -18   |       |
| Huracán (CR) Argentina                                                                                            |                     |                     |      |      |                      |                      |                           |                           |       |       |
| 4.ª | 2004-05             | 32                  | -37  | —    | —                    | —                    | —                         | 32                        | -37   |       |
| 3.ª | 2005-06             | 10                  | -7   | —    | —                    | —                    | —                         | 10                        | -7    |       |
| Total | Total               | 42                  | -44  | 0    | 0                    | 0                    | 0                         | 42                        | -44   |       |
| Guillermo Brown (PM) Argentina                                                                                    |                     |                     |      |      |                      |                      |                           |                           |       |       |
| 3.ª | 2006-07             | 7                   | -10  | —    | —                    | —                    | —                         | 7                         | -10   |       |
| Total | Total               | 7                   | -10  | 0    | 0                    | 0                    | 0                         | 7                         | -10   |       |
| Luján de Cuyo Argentina                                                                                           |                     |                     |      |      |                      |                      |                           |                           |       |       |
| 3.ª | 2007-08             | 14                  | -20  | —    | —                    | —                    | —                         | 14                        | -20   |       |
| Total | Total               | 14                  | -20  | 0    | 0                    | 0                    | 0                         | 14                        | -20   |       |
| Alumni de Villa María Argentina                                                                                   |                     |                     |      |      |                      |                      |                           |                           |       |       |
| 3.ª | 2008-09             | 30                  | -32  | —    | —                    | —                    | —                         | 30                        | -32   |       |
| Total | Total               | 30                  | -32  | 0    | 0                    | 0                    | 0                         | 30                        | -32   |       |
| Instituto Argentina                                                                                               |                     |                     |      |      |                      |                      |                           |                           |       |       |
| 2.ª | 2009-10             | 1                   | -1   | —    | —                    | —                    | —                         | 1                         | -1    |       |
| 2.ª | 2010-11             | 2                   | -3   | —    | —                    | —                    | —                         | 2                         | -3    |       |
| 2.ª | 2011-12             | 36                  | -28  | 0    | 0                    | —                    | —                         | 36                        | -28   |       |
| 2.ª | 2012-13             | 37                  | -41  | 2    | -3                   | —                    | —                         | 39                        | -44   |       |
| 2.ª | 2013-14             | 41                  | -46  | 0    | 0                    | —                    | —                         | 41                        | -46   |       |
| 2.ª | 2018-19             | 7                   | -9   | 0    | 0                    | —                    | —                         | 7                         | -9    |       |
| Total | Total               | 124                 | -128 | 2    | -3                   | 0                    | 0                         | 126                       | -131  |       |
| River Plate Argentina                                                                                             |                     |                     |      |      |                      |                      |                           |                           |       |       |
| 1.ª | 2014                | 2                   | -1   | 2    | 0                    | 0                    | 0                         | 4                         | -1    |       |
| 1.ª | 2015                | 12                  | -14  | 1    | 0                    | 2                    | -2                        | 15                        | -16   |       |
| 1.ª | 2016                | 0                   | 0    | 0    | 0                    | 0                    | 0                         | 0                         | 0     |       |
| Total | Total               | 14                  | -15  | 3    | 0                    | 2                    | -2                        | 19                        | -17   |       |
| Sarmiento de Junín Argentina                                                                                      |                     |                     |      |      |                      |                      |                           |                           |       |       |
| 1.ª | 2016-17             | 23                  | -27  | 1    | 0                    | —                    | —                         | 24                        | -27   |       |
| Total | Total               | 23                  | -27  | 1    | 0                    | -                    | -                         | 24                        | -27   |       |
| Tigre Argentina                                                                                                   |                     |                     |      |      |                      |                      |                           |                           |       |       |
| 1.ª | 2017-18             | 14                  | -17  | —    | —                    | —                    | —                         | 14                        | -17   |       |
| 1.ª | 2018-19             | 0                   | 0    | 2    | -2                   | —                    | —                         | 2                         | -2    |       |
| Total | Total               | 14                  | -17  | 2    | -2                   | -                    | -                         | 16                        | -19   |       |
| Total en su carrera                                                                                               | Total en su carrera | Total en su carrera | 280  | -311 | 8                    | -5                   | 2                         | -2                        | 290   | -318  |
| (1) La copa nacional se refiere a la Copa Argentina. (2) La copa internacional se refiere a la Copa Libertadores. |                     |                     |      |      |                      |                      |                           |                           |       |       |

## Palmarés

### Campeonatos nacionales
| Título             | Club                 | País      | Año  |
| ------------------ | -------------------- | --------- | ---- |
| Torneo Argentino A | Guillermo Brown (PM) | Argentina | 2007 |

### Campeonatos internacionales
| Título              | Club        | Sede         | Año  |
| ------------------- | ----------- | ------------ | ---- |
| Copa Sudamericana   | River Plate | Buenos Aires | 2014 |
| Recopa Sudamericana | River Plate | Buenos Aires | 2015 |
| Copa Libertadores   | River Plate | Buenos Aires | 2015 |
| Copa Suruga Bank    | River Plate | Osaka        | 2015 |